# Madame Lombard
'Madame Lombard' est un cultivar de rosier obtenu en 1878 par le rosiériste lyonnais François Lacharme (1817-1887). Ce rosier était fort prisé jusque dans les années 1920 car il se prête bien au forçage et parce qu'il était très cultivé pour les fleurs à couper. 

## Description
Ce rosier vigoureux est l'un des rosiers thé les plus résistants au froid, sa zone de rusticité commençant à 6b. Il donne de grandes roses très doubles (+ 41 pétales) d'une couleur rose qui devient plus vive au printemps et plus pâle à l'automne, avec des nuances saumon. Elles sont très peu ou pas du tout parfumées et la remontée d'automne est bonne. Son buisson au feuillage foncé peut s'élever à 215 cm pour une envergure de 215 cm, mais en général il culmine à 150 cm.
On peut admirer ce rosier aux fleurs délicates à la roseraie du Val-de-Marne. Il est issu d'un semis de 'Madame de Tartas' (Bernède, 1859). 
Tchekhov avait planté des roses 'Madame Lombard' dans le jardin de sa villa de Yalta en Crimée.

## Descendance
Il a donné notamment naissance au rosier thé 'Archiduchesse Maria Immaculata' (Soupert & Notting, 1887), au rosier thé 'Archiduc Joseph' (Nabonnand, 1892) et à 'Maman Cochet' (Cochet, 1892).